# أكسل أوتو كريستيان هيغمان
أكسل أوتو كريستيان هيغمان هو سياسي نرويجي، ولد في 4 مايو 1856، وتوفي في 1 سبتمبر 1907. نشط حزبياً في حزب المحافظين. وقد انتخب عضو برلمان النرويج ‏ عن دائرة  خلال فترته النيابية ‏ (1895 – 1897).